# ペドロ5世 (ポルトガル王)
ペドロ5世（ポルトガル語: Pedro V、1837年9月16日 - 1861年11月11日）は、ポルトガル国王（在位：1853年11月15日 - 1861年11月11日）。「有望王（o Esperançoso）」と呼ばれる。マリア2世とその王配で共治国王だったフェルナンド2世の長男。
1968年に発行された1000エスクード紙幣に肖像が採用されていた。

## 生涯
1853年、母王マリア2世の死去を受けて王位に即いた。ペドロ5世は父フェルナンド2世の後見の下、極めて熱心にポルトガルのインフラストラクチャーの近代化に取り組み、道路・電信・鉄道の整備や公衆衛生の改善に努めた。しかし、ペドロ5世自身はこの恩恵にあずかることはできなかった。コレラに罹り、1861年に四弟のフェルナンドとともに24歳で死去した。王妃のエステファニア（ホーエンツォレルン＝ジグマリンゲン侯カール・アントンの娘）との間に子供はおらず、王位は次弟のルイス1世が嗣いだ。